# ATP de Queen's
O ATP de Queen's – ou HSBC Championships, atualmente – é um torneio de tênis profissional masculino, de nível ATP 500.
Realizado em Londres, na capital do Reino Unido, estreou em 1881. Os jogos são disputados em quadras de grama durante o mês de junho.

## Finais

### Simples
| Ano                                                         | Campeão                             | Vice-campeão                        | Resultado                |
| ----------------------------------------------------------- | ----------------------------------- | ----------------------------------- | ------------------------ |
| 2025                                                        | Carlos Alcaraz                      | Jiri Lehecka                        | 7–5, 56–7, 6–2           |
| 2024                                                        | Tommy Paul                          | Lorenzo Musetti                     | 6–1, 7–68                |
| 2023                                                        | Carlos Alcaraz                      | Alex de Minaur                      | 6–4, 6–4                 |
| 2022                                                        | Matteo Berrettini                   | Filip Krajinović                    | 7–5, 6–4                 |
| 2021                                                        | Matteo Berrettini                   | Cameron Norrie                      | 6–4, 56–7, 6–3           |
| Torneio não realizado em 2020 devido à pandemia de COVID-19 |                                     |                                     |                          |
| 2019                                                        | Feliciano López                     | Gilles Simon                        | 6–2, 46–7, 7–62          |
| 2018                                                        | Marin Čilić                         | Novak Djokovic                      | 5–7, 7–64, 6–3           |
| 2017                                                        | Feliciano López                     | Marin Čilić                         | 4–6, 7–62, 7–68          |
| 2016                                                        | Andy Murray                         | Milos Raonic                        | 56–7, 6–4, 6–3           |
| 2015                                                        | Andy Murray                         | Kevin Anderson                      | 6–3, 6–4                 |
| 2014                                                        | Grigor Dimitrov                     | Feliciano López                     | 86–7, 7–61, 7–66         |
| 2013                                                        | Andy Murray                         | Marin Čilić                         | 5–7, 7–5, 6–3            |
| 2012                                                        | Marin Čilić                         | David Nalbandian                    | 7–6, 4–3                 |
| 2011                                                        | Andy Murray                         | Jo-Wilfried Tsonga                  | 3–6, 7–6, 6–4            |
| 2010                                                        | Sam Querrey                         | Mardy Fish                          | 7–6, 7–5                 |
| 2009                                                        | Andy Murray                         | James Blake                         | 7–5, 6–4                 |
| 2008                                                        | Rafael Nadal                        | Novak Djokovic                      | 7–6, 7–5                 |
| 2007                                                        | Andy Roddick                        | Nicolas Mahut                       | 4–6, 7–6, 7–6            |
| 2006                                                        | Lleyton Hewitt                      | James Blake                         | 6–4, 6–4                 |
| 2005                                                        | Andy Roddick                        | Ivo Karlović                        | 7–6, 7–6                 |
| 2004                                                        | Andy Roddick                        | Sébastien Grosjean                  | 7–6, 6–4                 |
| 2003                                                        | Andy Roddick                        | Sébastien Grosjean                  | 6–3, 6–3                 |
| 2002                                                        | Lleyton Hewitt                      | Tim Henman                          | 4–6, 6–1, 6–4            |
| 2001                                                        | Lleyton Hewitt                      | Tim Henman                          | 7–6, 7–6                 |
| 2000                                                        | Lleyton Hewitt                      | Pete Sampras                        | 6–4, 6–4                 |
| 1999                                                        | Pete Sampras                        | Tim Henman                          | 6–7, 6–4, 7–6            |
| 1998                                                        | Scott Draper                        | Laurence Tieleman                   | 7–6, 6–4                 |
| 1997                                                        | Mark Philippoussis                  | Goran Ivanišević                    | 7–5, 6–3                 |
| 1996                                                        | Boris Becker                        | Stefan Edberg                       | 6–4, 7–6                 |
| 1995                                                        | Pete Sampras                        | Guy Forget                          | 7–6, 7–6                 |
| 1994                                                        | Todd Martin                         | Pete Sampras                        | 7–6, 7–6                 |
| 1993                                                        | Michael Stich                       | Wayne Ferreira                      | 6–3, 6–4                 |
| 1992                                                        | Wayne Ferreira                      | Shuzo Matsuoka                      | 6–3, 6–4                 |
| 1991                                                        | Stefan Edberg                       | David Wheaton                       | 6–2, 6–3                 |
| 1990                                                        | Ivan Lendl                          | Boris Becker                        | 6–3, 6–2                 |
| 1989                                                        | Ivan Lendl                          | Christo Van Rensburg                | 4–6, 6–3, 6–4            |
| 1988                                                        | Boris Becker                        | Stefan Edberg                       | 6–1, 3–6, 6–3            |
| 1987                                                        | Boris Becker                        | Jimmy Connors                       | 6–7, 6–3, 6–4            |
| 1986                                                        | Tim Mayotte                         | Jimmy Connors                       | 6–4, 2–1, ab.            |
| 1985                                                        | Boris Becker                        | Johan Kriek                         | 6–2, 6–3                 |
| 1984                                                        | John McEnroe                        | Leif Shiras                         | 6–1, 3–6, 6–2            |
| 1983                                                        | Jimmy Connors                       | John McEnroe                        | 6–3, 6–3                 |
| 1982                                                        | Jimmy Connors                       | John McEnroe                        | 7–5, 6–3                 |
| 1981                                                        | John McEnroe                        | Brian Gottfried                     | 7–6, 7–5                 |
| 1980                                                        | John McEnroe                        | Kim Warwick                         | 6–3, 6–1                 |
| 1979                                                        | John McEnroe                        | Victor Pecci                        | 6–7, 6–1, 6–1            |
| 1978                                                        | Tony Roche                          | John McEnroe                        | 8–6, 9–7                 |
| 1977                                                        | Raúl Ramírez                        | Mark Cox                            | 9–7, 7–5                 |
| Torneio não realizado entre 1976 e 1974                     |                                     |                                     |                          |
| 1973                                                        | Ilie Năstase                        | Roger Taylor                        | 10–8, 6–3                |
| 1972                                                        | Jimmy Connors                       | John Paish                          | 6–2, 6–3                 |
| 1971                                                        | Stan Smith                          | John Newcombe                       | 8–6, 6–3                 |
| 1970                                                        | Rod Laver                           | John Newcombe                       | 6–4, 6–3                 |
| 1969                                                        | Fred Stolle                         | John Newcombe                       | 6–3, 22–20               |
| 1968                                                        | Clark Graebner vs. Tom Okker        | Clark Graebner vs. Tom Okker        | título dividido          |
| 1967                                                        | John Newcombe                       | Roger Taylor                        | 7–5, 6–3                 |
| 1966                                                        | Roy Emerson                         | Tony Roche                          | w.o.                     |
| 1965                                                        | Roy Emerson                         | Dennis Ralston                      | w.o.                     |
| 1964                                                        | Roy Emerson                         | Tomas Lejus                         | 12–10, 6–4               |
| 1963                                                        | Roy Emerson                         | Owen Davidson                       | 6–1 6–2                  |
| 1962                                                        | Rod Laver                           | Roy Emerson                         | 6–4 7–5                  |
| 1961                                                        | Bob Hewitt                          | Robert McKinley                     | 6–2 6–3                  |
| 1960                                                        | Andrés Gimeno                       | Roy Emerson                         | 8–6 ,6–3                 |
| 1959                                                        | Ramanathan Krishnan                 | Neale Fraser                        | 6–3, 6–0                 |
| 1958                                                        | Malcolm Anderson                    | Robert Mark                         | 1–6, 11–9, 6–3           |
| 1957                                                        | Ashley Cooper                       | Neale Fraser                        | 6–8, 6–2, 6–3            |
| 1956                                                        | Neale Fraser                        | Ken Rosewall                        | 7–5, 3–6, 9–7            |
| 1955                                                        | Ken Rosewall                        | Lewis Hoad                          | 6–2, 6–3                 |
| 1954                                                        | Lewis Hoad                          | Mervyn Rose                         | 8–6, 6–4                 |
| 1953                                                        | Lewis Hoad                          | Ken Rosewall                        | 8–6, 10–8                |
| 1952                                                        | Frank Sedgman                       | Mervyn Rose                         | 10–8, 6–2                |
| 1951                                                        | Eric Sturgess                       | Frank Sedgman                       | 6–4 5–7 6–2              |
| 1950                                                        | John Bromwich                       | Arthur Larsen                       | 6–2, 6–4                 |
| 1949                                                        | Ted Schroeder                       | Gardnar Mulloy                      | 8–6, 6–0                 |
| 1948                                                        | Robert Falkenburg vs. Eric Sturgess | Robert Falkenburg vs. Eric Sturgess | título dividido          |
| 1947                                                        | Robert Falkenburg                   | Colin Long                          | 6–4, 7–5                 |
| 1946                                                        | Pancho Segura                       | Colin Long                          | 6–4, 7–5                 |
| Torneio não realizado entre 1945 e 1940                     |                                     |                                     |                          |
| 1939                                                        | Gottfried von Cramm                 | Ghaus Mohammad                      | 6–1, 6–3                 |
| 1938                                                        | Henry Austin                        | Kho Sin-Kie                         | 6–2, 6–0                 |
| 1937                                                        | Donald Budge                        | Henry Austin                        | 6–1, 6–2                 |
| 1936                                                        | Donald Budge                        | David P. Jones                      | 6–4, 6–3                 |
| 1935                                                        | Wilmer Allison vs. Clarence Jones   | Wilmer Allison vs. Clarence Jones   | título dividido          |
| 1934                                                        | Sidney Wood                         | Frank Shields                       | 6–4, 6–3                 |
| 1933                                                        | Ellsworth Vines vs. Lester Stoefen  | Ellsworth Vines vs. Lester Stoefen  | título dividido          |
| 1932                                                        | Jack Crawford                       | Hendrik Timmer                      | 1–6, 6–3, 6–3, 6–4       |
| 1931                                                        | John Olliff                         | Edward Avory                        | 3–6, 6–4, 6–2            |
| 1930                                                        | Wilmer Allison                      | Gregory Mangin                      | 6–4, 8–6                 |
| 1929                                                        | William Tilden vs. Francis Hunter   | William Tilden vs. Francis Hunter   | título dividido          |
| 1928                                                        | William Tilden                      | Francis Hunter                      | 6–3, 6–2, 6–1            |
| 1927                                                        | Henry Mayes                         | D.M. Evans                          | 6–3, 6–3                 |
| 1926                                                        | Henry Mayes                         | Arthur Lowe                         | 6–3, 6–2                 |
| 1925                                                        | Arthur Lowe                         | Henry Mayes                         | 6–2, 9–7                 |
| 1924                                                        | Algernon Kingscote                  | Arthur Lowe                         | 3–6, 8–6, 6–3, 6–2       |
| 1923                                                        | Vincent Richards                    | Sydney Jacob                        | 6–2, 6–2                 |
| 1922                                                        | Henry Mayes                         | Donald Greig                        | 6–8, 6–2, 6–2, 6–1       |
| 1921                                                        | Zenzo Shimizu                       | Mohammed Sleem                      | 6–2, 6–0                 |
| 1920                                                        | Bill Johnston                       | William Tilden                      | 4–6, 6–2, 6–4            |
| 1919                                                        | Pat O'Hara Wood                     | Louis Raymond                       | 6–4, 6–0, 2–6, 7–5       |
| Torneio não realizado entre 1918 e 1915                     |                                     |                                     |                          |
| 1914                                                        | Arthur Lowe                         | Percival Davson                     | 6–2, 7–5, 6–4            |
| 1913                                                        | Arthur Lowe                         | Wallace F. Johnson                  | 7–5, 6–4, 4–6, 4–6, 6–4  |
| 1912                                                        | Anthony Wilding                     | Otto Froitzheim                     | w.o.                     |
| 1911                                                        | Anthony Wilding                     | Alfred Beamish                      | 7–5, 6–2, 6–3            |
| 1910                                                        | Anthony Wilding                     | Josiah Ritchie                      | 6–4, 6–3, 2–0, ab.       |
| 1909                                                        | Josiah Ritchie                      | Harry Parker                        | 11–13, 6–4 6–1, 6–0      |
| 1908                                                        | Kenneth Powell                      | Josiah Ritchie                      | 6–4, 3–3, ab.            |
| 1907                                                        | Anthony Wilding                     | Josiah Ritchie                      | 6–2, 6–1, 6–0            |
| 1906                                                        | Josiah Ritchie                      | J.M. Flavelle                       | 6–0, 6–1, 7–5            |
| 1905                                                        | Holcombe Ward                       | Beals Wright                        | w.o.                     |
| 1904                                                        | Josiah Ritchie                      | Harold Mahony                       | 6–3, 6–1, 6–1            |
| 1903                                                        | George Greville                     | Charles Simond                      | 6–1, 6–4, 7–9, 5–7, 6–4  |
| 1902                                                        | Josiah Ritchie                      | Charles Simond                      | 6–3, 6–4, 6–0            |
| 1901                                                        | Charles Dixon                       | George Greville                     | 6–1, 6–0, 4–6, 6–4       |
| 1900                                                        | Arthur Gore                         | A. Lavy                             | 6–0, 6–2, 6–3            |
| 1899                                                        | Harold Mahony                       | Arthur Gore                         | 8–10, 6–2, 7–5, 6–1      |
| 1898                                                        | Lawrence Doherty                    | Harold Mahony                       | 6–3, 6–4, 9–7            |
| 1897                                                        | Lawrence Doherty                    | Josiah Ritchie                      | 6–2, 6–2, 6–2            |
| 1896                                                        | Harold Mahony                       | Reginald Doherty                    | 11–9, 6–4, 6–4           |
| 1895                                                        | Harry S. Barlow                     | Manliff Goodbody                    | 6–4, 7–5, 5–7, 5–7, 10–8 |
| 1894                                                        | Harold Mahony                       | Harry S. Barlow                     | 6–2, 6–3, 6–3            |
| 1893                                                        | Joshua Pim                          | Harold Mahony                       | 1–6, 6–1, 6–8, 6–3       |
| 1892                                                        | Ernest W. Lewis                     | Joshua Pim                          | 6–4, 6–4, 3–6, 4–6, 6–1  |
| 1891                                                        | Harry S. Barlow                     | Joshua Pim                          | 6–4, 2–6, 6–0, 7–5       |
| 1890                                                        | D.G. Chaytor                        | Wilfred Baddeley                    | 3–6, 6–8, 6–1, 6–2, 6–2  |
| 1893                                                        | Joshua Pim                          | Harold Mahony                       | 1–6, 6–1, 6–8, 6–3       |
| 1892                                                        | Ernest W. Lewis                     | Joshua Pim                          | 6–4, 6–4, 3–6, 4–6, 6–1  |
| 1891                                                        | Harry S. Barlow                     | Joshua Pim                          | 6–4, 2–6, 6–0, 7–5       |
| 1890                                                        | Harry S. Barlow                     | Wilfred Baddeley                    | 3–6, 6–8, 6–1, 6–2, 6–2  |
| 1889                                                        | Harry S. Barlow                     | Charles Gladstone Eames             | 5–7, 7–5, 3–6, 6–1, 7–5  |
| 1888                                                        | Ernest Wool Lewis                   | Harry S. Barlow                     | 6–0, 6–1, 6–2            |
| 1887                                                        | Ernest Wool Lewis                   | Harry S. Barlow                     | 6–2, 8–6, 6–4            |
| 1886                                                        | Ernest Wool Lewis                   | Harry Grove                         | 6–4, 10–8, 6–4           |
| 1885                                                        | Charles H. A. Ross                  | Ernest Wool Lewis                   | 3–6, 8–6, 1–6, 6–2, 6–3  |
| 1884                                                        | Herbert Lawford                     | Frederick A. Bowlby                 | 6–3, 6–1, 3–6, 6–2       |
| 1883                                                        | Herbert Lawford                     | Edward Lake Williams                | 6–2, 6–1, 6–0            |
| 1882                                                        | Herbert Lawford                     | Otway E. Woodhouse                  | 6–1, 4–6, 6–2, 6–3       |
| 1881                                                        | Frederick. L. Rawson                | George S. Murray-Hill               | 6–1, 4–6, 6–2, 6–3       |

### Duplas
| Ano                                                         | Campeões                            | Vice-campeões                           | Resultado          |
| ----------------------------------------------------------- | ----------------------------------- | --------------------------------------- | ------------------ |
| 2024                                                        | Neal Skupski Michael Venus          | Taylor Fritz Karen Khachanov            | 4–6, 7–65, [10–8]  |
| 2023                                                        | Ivan Dodig Austin Krajicek          | Taylor Fritz Jiří Lehečka               | 6–4, 56–7, [10–3]  |
| 2022                                                        | Nikola Mektić Mate Pavić            | Lloyd Glasspool Harri Heliövaara        | 3–6, 7–63, [10–6]  |
| 2021                                                        | Pierre-Hugues Herbert Nicolas Mahut | Reilly Opelka John Peers                | 6–4, 7–5           |
| Torneio não realizado em 2020 devido à pandemia de COVID-19 |                                     |                                         |                    |
| 2019                                                        | Feliciano López Andy Murray         | Rajeev Ram Joe Salisbury                | 7–66, 5–7, [10–5]  |
| 2018                                                        | Henri Kontinen John Peers           | Jamie Murray Bruno Soares               | 6–4, 6–3           |
| 2017                                                        | Jamie Murray Bruno Soares           | Julien Benneteau Édouard Roger-Vasselin | 6–2, 6–3           |
| 2016                                                        | Pierre-Hugues Herbert Nicolas Mahut | Chris Guccione André Sá                 | 6–3, 7–65          |
| 2015                                                        | Pierre-Hugues Herbert Nicolas Mahut | Nenad Zimonjić Marcin Matkowski         | 6–2, 6–2           |
| 2014                                                        | Alexander Peya Bruno Soares         | Jamie Murray John Peers                 | 4–6, 7–6, [10–4]   |
| 2013                                                        | Bob Bryan Mike Bryan                | Alexander Peya Bruno Soares             | 6–4, 7–5, [10–3]   |
| 2012                                                        | Max Mirnyi Daniel Nestor            | Bob Bryan Mike Bryan                    | 6–3, 6–4           |
| 2011                                                        | Bob Bryan Mike Bryan                | Mahesh Bhupathi Leander Paes            | 7–62, 7–64, [10–6] |
| 2010                                                        | Novak Djokovic Jonathan Erlich      | Karol Beck David Škoch                  | 7–66, 2–6, [10–3]  |
| 2009                                                        | Wesley Moodie Mikhail Youzhny       | Marcelo Melo André Sá                   | 6–4, 6–4, [10–6]   |
| 2008                                                        | Daniel Nestor Nenad Zimonjić        | Marcelo Melo André Sá                   | 6–4, 7–6 (7–3)     |
| 2007                                                        | Mark Knowles Daniel Nestor          | Bob Bryan Mike Bryan                    | 7–5, 6–4           |
| 2006                                                        | Paul Hanley Kevin Ullyett           | Jonas Björkman Max Mirnyi               | 6–4, 7–6           |
| 2005                                                        | Bob Bryan Mike Bryan                | Jonas Björkman Max Mirnyi               | 6–7, 7–6, 7–6      |
| 2004                                                        | Bob Bryan Mike Bryan                | Mark Knowles Daniel Nestor              | 6–3, 6–4           |
| 2003                                                        | Mark Knowles Daniel Nestor          | Mahesh Bhupathi Max Mirnyi              | 6–3, 6–4           |
| 2002                                                        | Wayne Black Kevin Ullyett           | Mahesh Bhupathi Max Mirnyi              | 7–6, 3–6, 6–3      |
| 2001                                                        | Bob Bryan Mike Bryan                | Eric Taino David Wheaton                | 6–3, 6–2           |
| 2000                                                        | Todd Woodbridge Mark Woodforde      | Jonathan Stark Eric Taino               | 7–6, 6–4           |
| 1999                                                        | Sébastien Lareau Alex O'Brien       | Todd Woodbridge Mark Woodforde          | 6–3, 7–6           |
| Final não realizada em 1998 devido à chuva                  |                                     |                                         |                    |
| 1997                                                        | Mark Philippoussis Patrick Rafter   | Sandon Stolle Cyril Suk                 | 6–2, 4–6, 7–5      |
| 1996                                                        | Todd Woodbridge Mark Woodforde      | Sébastien Lareau Alex O'Brien           | 6–2, 6–7, 6–3      |
| 1995                                                        | Todd Martin Pete Sampras            | Jan Apell Jonas Björkman                | 6–4, 6–2           |
| 1994                                                        | Jan Apell Jonas Björkman            | Todd Woodbridge Mark Woodforde          | 5–7, 7–6, 6–4      |
| 1993                                                        | Todd Woodbridge Mark Woodforde      | Neil Broad Gary Muller                  | 6–4, 6–7, 6–3      |
| 1992                                                        | John Fitzgerald Anders Järryd       | Goran Ivanišević Diego Nargiso          | 7–6, 2–6, 16–14    |
| 1991                                                        | Todd Woodbridge Mark Woodforde      | Grant Connell Glenn Michibata           | 7–6, 6–4           |
| 1990                                                        | Jeremy Bates Kevin Curren           | Henri Leconte Ivan Lendl                | 7–6, 6–4           |
| 1989                                                        | Darren Cahill Mark Kratzmann        | Tim Pawsat Laurie Warder                | 7–6, 6–3           |
| 1988                                                        | Ken Flach Robert Seguso             | Pieter Aldrich Danie Visser             | 6–2, 7–6           |
| 1987                                                        | Guy Forget Yannick Noah             | Rick Leach Tim Pawsat                   | 6–4, 6–4           |
| 1986                                                        | Kevin Curren Guy Forget             | Darren Cahill Mark Kratzmann            | 6–2, 7–6           |
| 1985                                                        | Ken Flach Robert Seguso             | Pat Cash John Fitzgerald                | 3–6, 6–3, 16–14    |
| 1984                                                        | Pat Cash Paul McNamee               | Bernard Mitton Butch Walts              | 6–4, 6–3           |
| 1983                                                        | Brian Gottfried Paul McNamee        | Kevin Curren Steve Denton               | 6–4, 6–3           |
| 1982                                                        | John McEnroe Peter Rennert          | Victor Amaya Hank Pfister               | 7–6, 7–5           |
| 1981                                                        | Pat Du Pré Brian Teacher            | Kevin Curren Steve Denton               | 3–6, 7–6, 11–9     |
| 1980                                                        | Rod Frawley Geoff Masters           | Paul McNamee Sherwood Stewart           | 6–2, 4–6, 11–9     |
| 1979                                                        | Tim Gullikson Tom Gullikson         | Marty Riessen Sherwood Stewart          | 6–4, 6–4           |
| 1978                                                        | Bob Hewitt Frew McMillan            | Fred McNair Raúl Ramírez                | 6–2, 7–5           |
| 1977                                                        | Anand Amritraj Vijay Amritraj       | John Lloyd David Lloyd                  | 6–1, 6–2           |
| Torneio não realizado entre 1976 e 1974                     |                                     |                                         |                    |
| 1973                                                        | Tom Okker Marty Riessen             | Ray Keldie Raymond Moore                | 6–4, 7–5           |
| 1972                                                        | Jim McManus Jim Osborne             | Jürgen Fassbender Karl Meiler           | 4–6, 6–3, 7–5      |
| 1971                                                        | Tom Okker Marty Riessen             | Stan Smith Erik Van Dillen              | 8–6, 4–6, 15–13    |
| 1970                                                        | Tom Okker Marty Riessen             | Arthur Ashe Charlie Pasarell            | 7–9, 6–4, 9–7      |
| 1969                                                        | Owen Davidson Dennis Ralston        | Ove Nils Bengtson Thomaz Koch           | 8–6, 6–3           |